# キュロスの教育

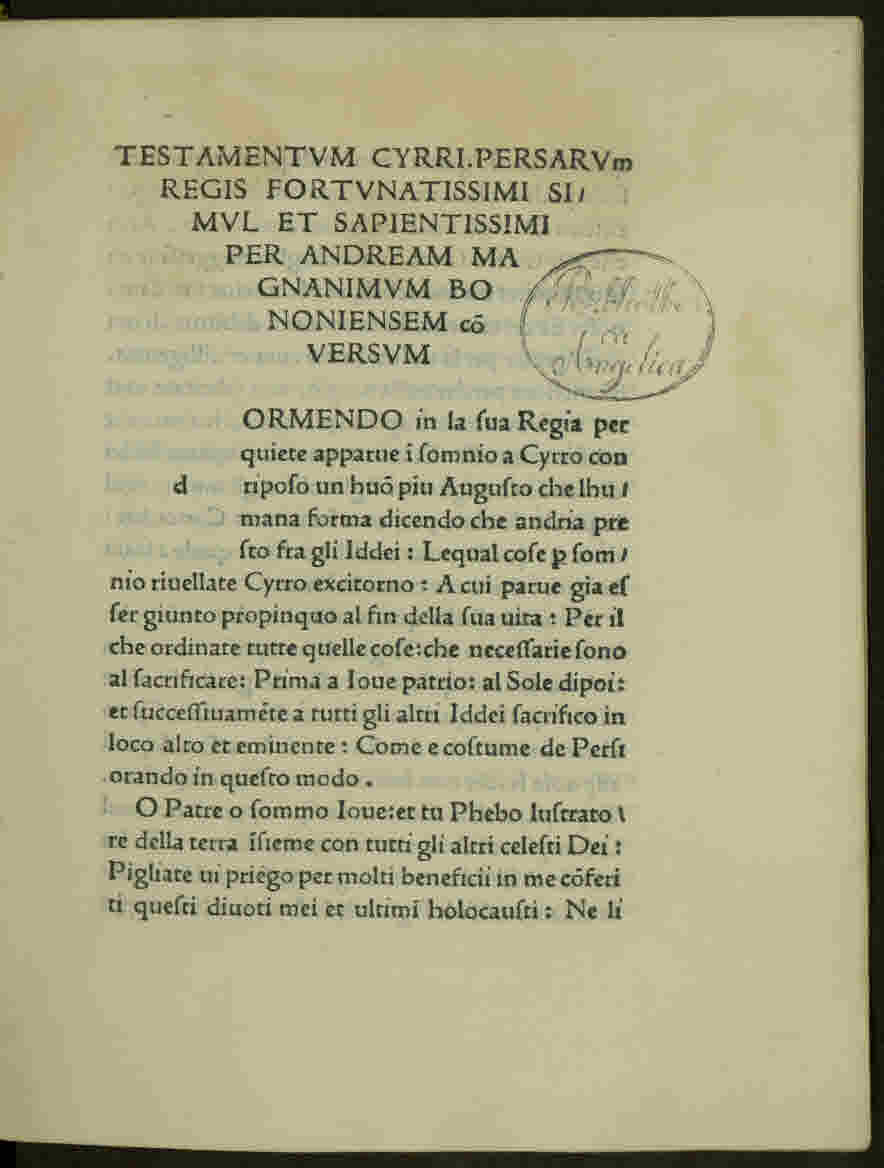
Cyropaedia

『キュロスの教育』（古希: Κύρου Παιδεία、羅: Cyropaedia）は、古代ギリシア・アテナイの軍人で著述家クセノポンの代表作で、アケメネス朝ペルシアを興したキュロス2世を主役とする全8巻からなる物語。

## 内容
本書のキュロスはペルシア王のキュロス2世のことであり、別のクセノポンの代表作『アナバシス』に登場するキュロスとは別人である。
基本的に本書ではキュロスの生涯が描かれているが、「パンテイアとアブラダタスの物語」等、他の登場人物の物語も数多く挿入され、歴史的な経過もヘロドトスなどの記録とは大きく内容が異なる。例えばヘロドトスの『歴史』ではキュロスは戦死したとするが、本書ではキュロスは病没したとされている。
本書におけるキュロスは、著者のクセノポンにより理想化された人物であり、物語を通して著者独自の政治哲学的見解が述べられている。そのため、著者の創作や歴史的事実の改変が行われており、同著者のアナバシスやギリシア史のような歴史書とは趣を異にする作品である。

## 日本語訳
- 『キュロスの教育』、松本仁助訳、京都大学学術出版会〈西洋古典叢書〉、2004年
- 『ギリシア恋愛小曲集』、中務哲郎訳、岩波文庫、2004年　(パンテイアとアブラダタスの物語が本書から抜粋収録されている。)